# Lars Romell
Lars Romell, född 4 december 1854 i Kumla församling, död 13 juli 1927 i Engelbrekts församling, var en svensk mykolog.
Romell betraktas som en av de främsta svenska amatörmykologerna och har lämnat många värdefulla bidrag efter sig, bl. a. ett privat herbarium med över 80 000 kollekter, som man kan finna på Riksmuseet tillsammans med den italienske mykologen Bresadolas samlingar, som Romell köpte då Bresadola kommit på ekonomiskt obestånd.
Romell hade i sin ungdom planer på att bli präst eller missionär men en vacklande tro och ett brinnande intresse för växter gjorde att han valde att studera naturvetenskap. Han tvingades göra avbrott i studierna och arbetade ett tag som lärare. Dock uppkom missnöje bland elevernas föräldrar, då Romell undervisade i utvecklingsläran, vilket ledde till klagomål och att Romell hoppade av lärarbanan.
Han började då att arbeta med hustruns patentbyrå. För att minska utgifterna anställdes unga pojkar och en av dessa var Ivar Lo-Johansson som skildrat detta i några av sina böcker. Han fick ett gott anseende inom branschen och han tillbringade dagar med sitt jobb och kvällarna med svampforskning.
Han svampintresse väcktes genom kontakter med P.G.E Theorin och utvecklades under studietiden där han träffade Hampus von Post som hade en nära kontakt med Elias Fries. På Riksmuseet fick han en deltidsanställning med uppgift att ordna dess svampsamlingar, en tjänst som han skötte vid sidan av sitt arbete med patentbyrån. Han anses som en av Sveriges främste kännare av storsvampar (hymenomyceter) efter Elias Fries, och han är också landets störste insamlare av sådana svampar. Särskilt väl dokumenterade han svampfloran i stockholmstrakten, men även hans insamlingar i Lappland var epokgörande med upptäckter av dittills okända arter. Romell var vice redaktör för den internationella tidskriften Mycologia. 
Romell tilldelades titeln hedersdoktor av Uppsala universitet 1927, men hann avlida före utdelningsceremonin. Han är begravd på Djursholms begravningsplats.